# Стенбак
Стенба́к (фр. Steinbach) — коммуна на северо-востоке Франции в регионе Гранд-Эст (бывший Эльзас — Шампань — Арденны — Лотарингия), департамент Верхний Рейн, округ Тан — Гебвиллер, кантон Серне. До марта 2015 года коммуна в составе кантона Серне административно входила в состав округа Тан.
Площадь коммуны — 6,09 км², население — 1314 человек (2006) с тенденцией к росту: 1356 человек (2012), плотность населения — 222,7 чел/км².

## Население
Численность населения коммуны в 2011 году составляла 1349 человек, а в 2012 году — 1356 человек.
| 1962 | 1968 | 1975 | 1982 | 1990 | 1999 | 2004 | 2006 | 2008 | 2009 | 2011 | 2012 |
| ---- | ---- | ---- | ---- | ---- | ---- | ---- | ---- | ---- | ---- | ---- | ---- |
| 827  | 904  | 1031 | 1186 | 1149 | 1272 | 1290 | 1314 | 1288 | 1275 | 1349 | 1356 |

Динамика населения:

## Экономика
В 2010 году из 814 человек трудоспособного возраста (от 15 до 64 лет) 611 были экономически активными, 203 — неактивными (показатель активности 75,1 %, в 1999 году — 70,1 %). Из 611 активных трудоспособных жителей работали 559 человек (299 мужчин и 260 женщин), 52 числились безработными (31 мужчина и 21 женщина). Среди 203 трудоспособных неактивных граждан 63 были учениками либо студентами, 93 — пенсионерами, а ещё 47 — были неактивны в силу других причин.
На протяжении 2011 года в коммуне числилось 591 облагаемое налогом домохозяйство, в котором проживало 1330 человек. При этом медиана доходов составила 24439 евро на одного налогоплательщика.

## Достопримечательности (фотогалерея)

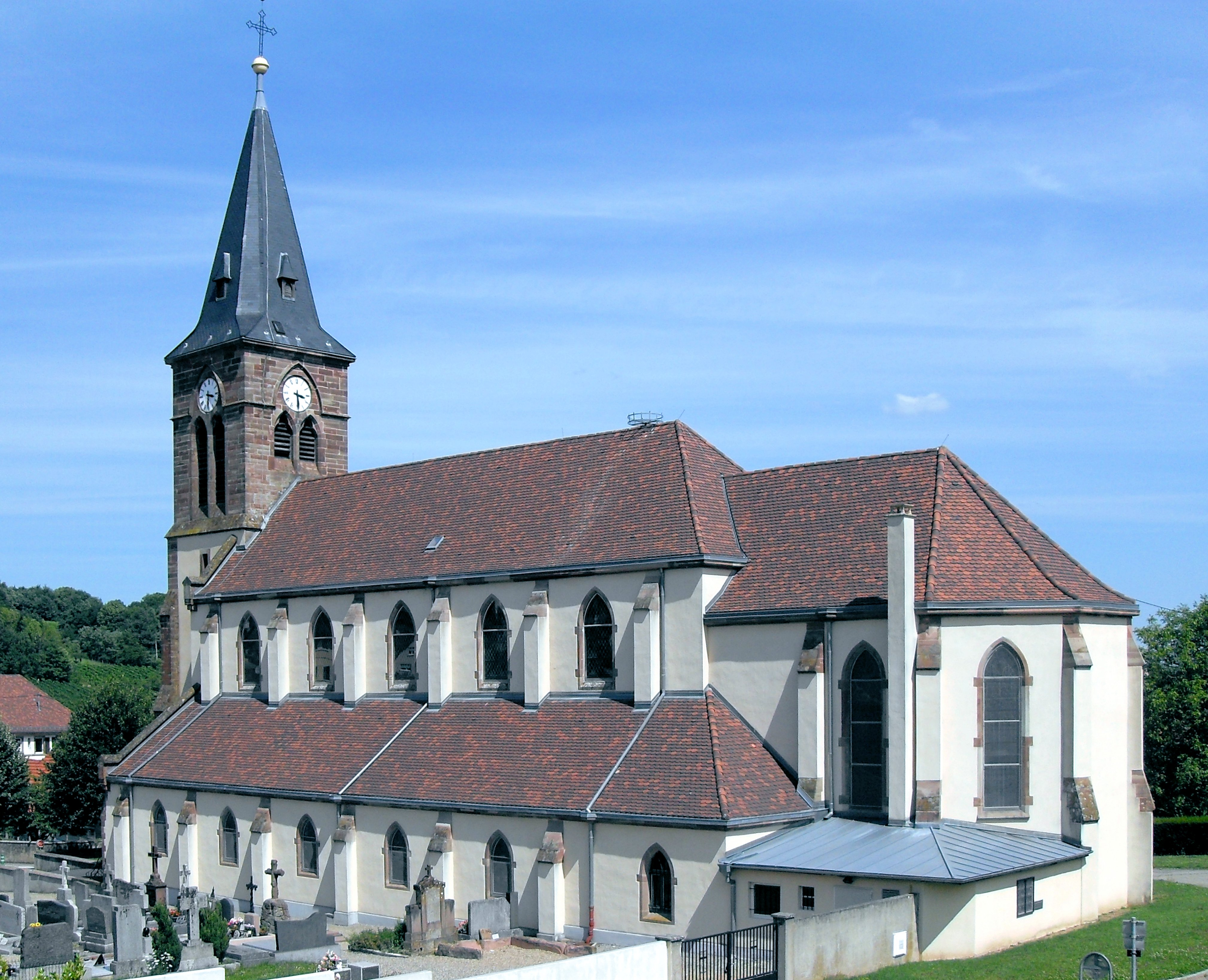
Церковь Сен-Моран
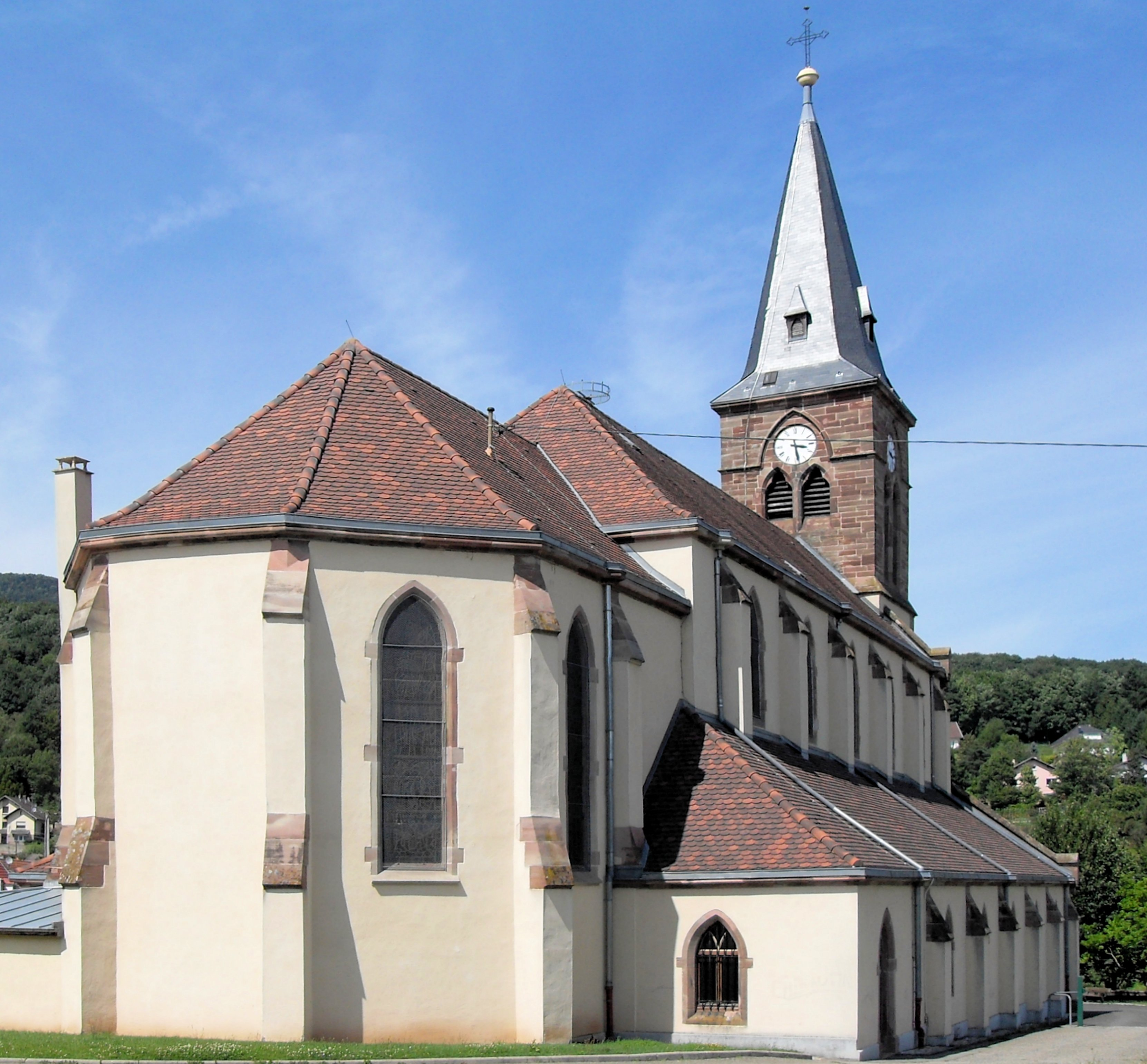
Церковь (южная сторона)
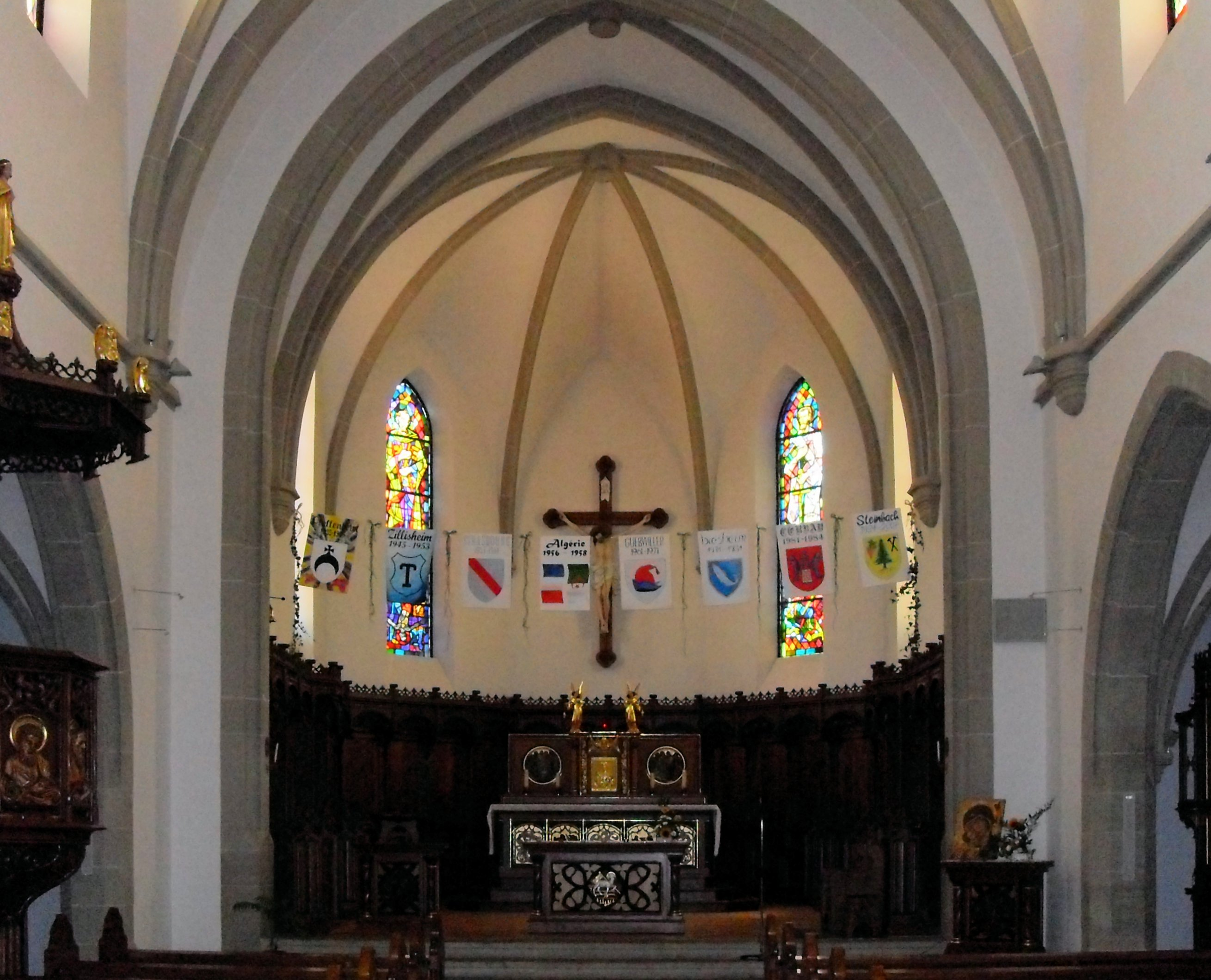
Интерьер
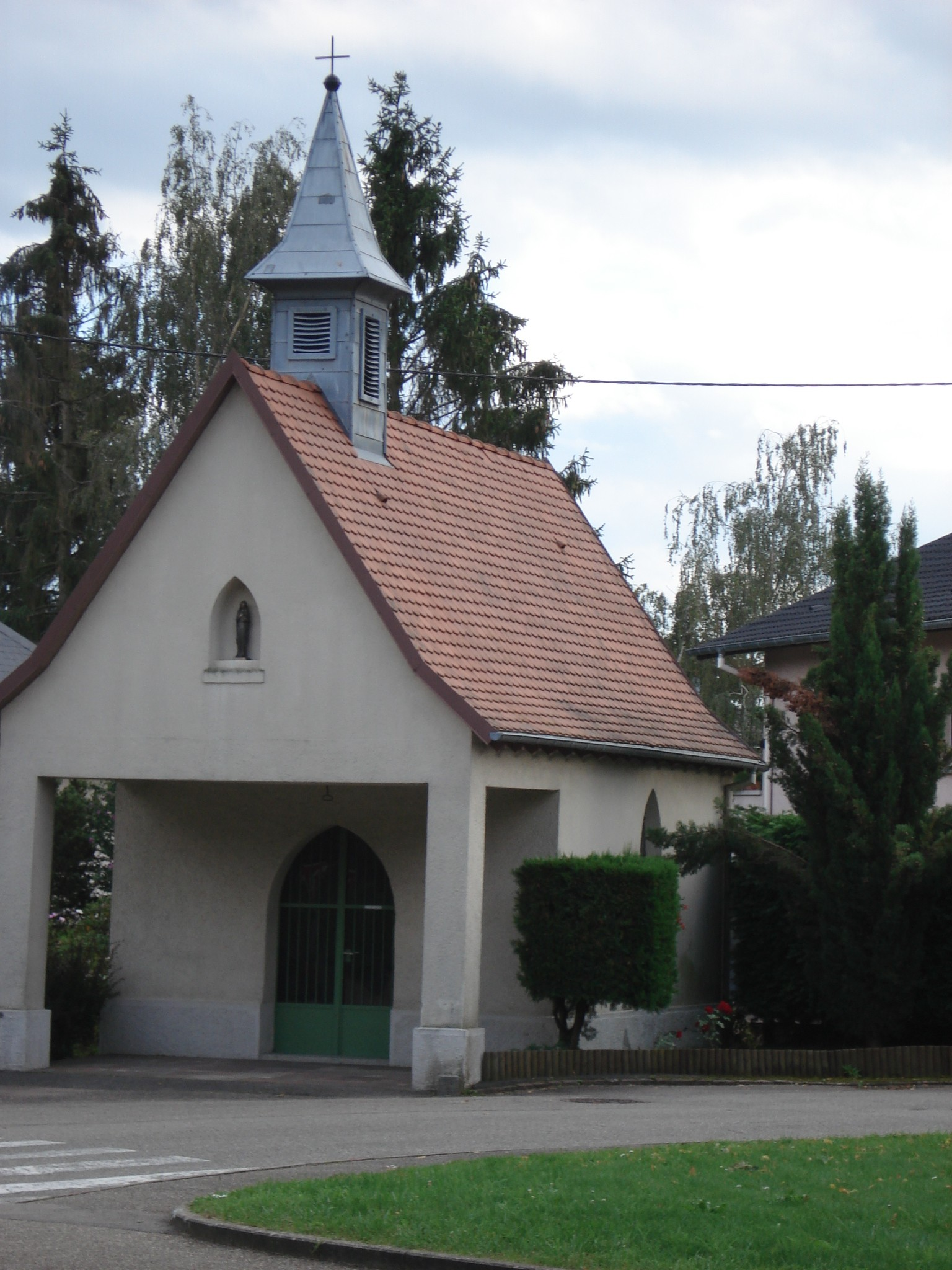
Часовня